# 갈색토

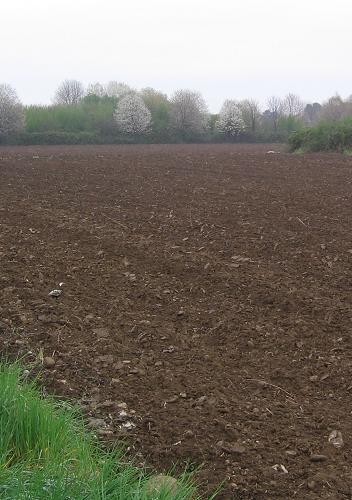

갈색토(brown earth) 또는 갈색 삼림토는 흙의 일종이다. 적도 이북 북위 35도 ~ 55도 사이에 대부분 위치해 있다. 갈색토는 특히 일본, 한국, 중화인민공화국, 오스트레일리아 동부, 뉴질랜드에서 발견된다. 갈색토는 잉글랜드와 웨일스의 토양 중 45%로 구성되어 있다.